# Christian Mejdahl
Christian Mejdahl (født 31. december 1939) er en dansk politiker, som repræsenterede Venstre i Folketinget fra 1987-2007. Han var Folketingets formand fra 18. marts 2003 til 13. november 2007.
Han drev i mange år en gård i Oudrup Sogn nær Vindblæs i Himmerland.

## Civil karriere
Christian Mejdahl er født i Tvøroyri på Færøerne, søn af provst Erik Mejdahl og husmoder Johanne Katrine Mejdahl. Efter at have gået på Nørre Nissum Efterskole (1955-56) tog han en landmandsuddannelse 1954-62, herunder et ophold på Hammerum Landbrugsskole 1961-62.
Han overtog derpå en gård i Oudrup, som han drev fra 1965 til august 2000

## Politisk karriere
Mejdahl kom i kommunalbestyrelsen i Løgstør i 1970, valgt for Venstre, og her sad han til 1988. I perioden 1974-87 var han borgmester i kommunen. Han var medlem af bestyrelsen for Nordjyllands Trafikselskab 1981-88, de to sidste år som næstformand. Senere blev han medlem af Nationalbankens repræsentantskab 1998-2001 samt formand for Fællesrådet for de grønlandske råstoffer 1998-2003.
Han var opstillet til Folketinget for Venstre fra 1984 til 2006 i Aarskredsen, og han kom ind efter valget i 1987. I Folketinget beklædte han flere poster, blandt andet som næstformand for boligudvalget 1988-90, næstformand for Venstres folketingsgruppe 1990-2001 og derpå formand 2001-2003. I 2003 blev han valgt til formand for Folketinget, en post han sad på til 2007.
Han var medlem af Folketingets Finansudvalg 1992-2003, statsrevisor 2001-2003 og næstformand i Grønlands-dansk selvstyrekommission 2004-2008.
På partiplan har han været medlem af Venstres hovedbestyrelse i perioden 1990-2007 og formand for Venstres landsorganisations landbrugspolitiske udvalg 1990-2001.

### Øvrige hverv
- Formand for Hammerum Landbrugsskoles bestyrelse 1984-2000
- Medlem af Bikubens/BG Banks aktionærråd i Løgstør og af Bikubens/BG Banks repræsentantskab/delegeretforsamling fra 1985-2001
- Medlem af Bikubens bestyrelse 1986-96
- Formand for Nykredits lokalråd i Himmerland 1985-2001 og af Nykredits styrelsesråd 1997-2003
- Medlem af Oudrup Menighedsråd 1969-85
- Medlem af Vesthimmerlands Provstiudvalg 1978-85

## Ekstern kilde/henvisning
- Christian Mejdahl på Folketingets hjemmeside  , Dato: 23. juli 2003